# Sylvain Lemarié
Pour les articles homonymes, voir Lemarié (homonymie).
Sylvain Lemarié, (parfois orthographié Lemarie), né le 14 septembre 1952 à Bléville (Seine-Maritime) et mort le 19 avril 2023 à Asnières-sur-Seine (Hauts-de-Seine) est un acteur et metteur en scène français,,.

## Biographie

### Jeunesse et débuts
Sylvain Georges Charles Lemarié naît le 14 septembre 1952 à Bléville (Seine-Maritime).

### Formation
Formé à la la Rue Blanche, Sylvain Lemarié débute à la télévision en 1974 et au théâtre deux ans plus tard. Sur les planches, il est notamment dirigé par Jean Meyer et Julien Bertheau. Il signe plusieurs mises en scène de 2000 à 2013, dont Le Médecin malgré lui de Molière, au Théâtre Gymnase Marie-Bell. Au cinéma, il joue de petits rôles, le bibliothécaire dans La Brune (1991) de Laurent Carcélès, ou le chef d'équipe dans Du bleu dans la tête (1993) d'Alain Akim.

### Doublage et animation française
C'est au travers du doublage que Sylvain Lemarié s'est fait connaître, milieu où il officie à la fin des années 1980 début 1990, pendant plus de trente ans. Dans un premier temps, il double de petits rôles au cinéma puis prête sa voix à divers personnages de séries d'animation dans Batman (1992), Malcho le dragon et la 2e voix du capitaine Merc dans Aladdin, Talon dans Flash Gordon, Héphaïstos dans Hercule. Ces doublages lui permettent d'enchaîner les rôles, comme le Faucheur dans Billy et Mandy, aventuriers de l'au-delà, Avatar : Le Dernier Maître de l'air ou encore Java dans Martin Mystère,. En parallèle, il continue de prêter sa voix pour le cinéma comme les films Star Trek dans les années 1990, où il double le commandant William T. Riker, dans Star Wars II et III, où il double Nute Gunray,. Il double ensuite occasionnellement plusieurs célébrités étrangères comme Michael Douglas, Wesley Snipes, Robert Blake, Philip Seymour Hoffman, Dan Aykroyd, Billy Bob Thornton, Will Ferrell, John C. Reilly, Forest Whitaker,, etc..
Fort de ses expériences, il est amené à doubler de multiples personnages différents sur de nombreux supports comme Robert « Bobby Elvis » Munson (Mark Boone Junior) dans la série télévisée Sons of Anarchy, le roi Aelle (Ivan Kaye) dans la série Vikings, Hol Horse dans les OAV de JoJo's Bizarre Adventure, Sig Curtis dans Fullmetal Alchemist: Brotherhood, Jinbe dans One Piece, Ron Perlman dans Pacific Rim, Buck (Randal Reeder) dans Deadpool, et devient notamment la voix française de Ron Perlman, ainsi que l'une des voix de Clancy Brown, James Remar, Robert Davi, Dan Lauria, Jonathan Goldstein et Ruben Santiago-Hudson.
Également très actif au sein de nombreux jeux vidéo, il est nommément la voix du baron Praxis dans Jak II : Hors-la-loi, Marcus Kincaid dans la saga Borderlands, Aku Aku et Uka Uka dans la saga Crash Bandicoot (2003-2022), M. Zurkon dans Ratchet and Clank, Gragas dans League of Legends, l'arbre Mojo dans The Legend of Zelda: Breath of the Wild, le capitaine Haddock dans le jeu adapté du film Les Aventures de Tintin : Le Secret de la Licorne ou encore Kotal Kahn dans les jeux Mortal Kombat (2015-2021), Hadès dans God of War III, entre autres,. Il double également plusieurs personnages au sein de la franchise Fallout (dont notamment Fawkes et M. Burke dans Fallout 3) ainsi que les Rougegardes dans The Elder Scrolls IV: Oblivion,.

### Vie privée
Il était marié à la comédienne Anne Marbeau.

### Décès
Sylvain Lemarié meurt le 19 avril 2023 à Asnières-sur-Seine (Hauts-de-Seine) à la suite de problèmes de santé, à l'âge de 70 ans,,.

## Théâtre

### Comédien
- 1976 : Les Misérables de Paul Achard d'après Victor Hugo, mise en scène par Jean Meyer, au théâtre des Célestins avec Jean Marais, Jean Meyer, Fernand Ledoux[7]
- 1976-1977 : Le Roi Cerf de Carlo Gozzi, mise en scène par Patrick Simon, au Festival du Marais puis au Casino Alhambra[Où ?]
- 1977 : Hamlet de William Shakespeare, mise en scène par Julien Bertheau, au théâtre des Célestins
- 1989-1990 : La vie est un songe de Pedro Calderón de la Barca, mise en scène par Antonio Arena, au théâtre Victor Hugo
- 2002-2003 : Sacrés Jeudis !! de et mise en scène par Gérard Darier, au Splendid

### Mise en scène
- 2001-2002 : Le Malade imaginaire de Molière, au théâtre de la Porte-Saint-Martin
- 2005-2008 : Le Retour d'Ulysse d'Homère, au théâtre Comédia puis au théâtre de la Porte-Saint-Martin
- 2009 : Troisième rêve à gauche de Valérie Montag, au théâtre de la Manufacture des Abbesses
- 2009-2010 : Le Médecin malgré lui de Molière, au théâtre du Gymnase Marie-Bell
- 2009-2010 : Andersen adapté de Hans Christian Andersen, au Théâtre Hébertot puis au théâtre Essaïon
- 2010-2011 : Fantaisie Bleue de Paul Fort, au Théâtre Essaïon
- 2012 : Aimons sans cesse de Jean-Louis Dillard et Daniel Morel, au théâtre Musical Marsoulan
- 2012 : Andersen d'après Andersen adaptée de Hans Christian Andersen, au théâtre Essaïon
- 2013 : Andersen 2 adaptée de Hans Christian Andersen, Espace Paris Plaine
- 2013 : Agathe the Blouse de Benjamin Pascal, au théâtre Essaïon

## Filmographie

### Cinéma

#### Longs métrages
- 1991 : La Brune de Laurent Carcélès : le bibliothécaire
- 1992 : Abus de confiance d'Alain Hakim : Joubert
- 1993 : Du bleu dans la tête d'Alain Hakim : le chef d'équipe
- 1994 : Le Train de 12 h 47 d'Alain Hakim : Sylvain

#### Courts métrages
- 1994 : Turner de Yahn Jeannot : lui
- 1998 : No Comment de Louise Lemoine Torrès[8]
- 2001 : Match de Yahn Jeannot : l'arbitre
- 2016 : Pornography (voix)

### Télévision

#### Téléfilms
- 1974 : L'Amour de J-L Apap : lui
- 1975 : La Chouette de Henri Calef : Cidre
- 1976 : Pourquoi ? d'Anouk Bernard : le drogué
- 1978 : Othello d'Yves-André Hubert : le Gentilhomme
- 1979 : Lucrèce Borgia d'Yves-André Hubert : Jeppo
- 1980 : Le Casse de l'hôtel de ville de E. Bobrowski : Max
- 1981 : Au bon beurre d'Édouard Molinaro : le troisième gendarme lors de la démobilisation
- 1983 : Les Fanatiques de Philippe Beche-Dallier : Ivan
- 1983 : Catherine : Abbé Bernard Calmont d'Olt
- 1992 : L'Église et la Révolution de J-C Salou : l'abbé Grégoire
- 1999 : Le Mensonge de Laurent Carcélès : Maurice

#### Séries télévisées
- 1986 : Catherine de Marion Sarraut : l'abbé Bernard
- 1987 : Julien Fontanes, magistrat : Laurent Messager (saison 1, épisode 20 : Un dossier facile de Patty Villiers)
- 1988 : Le Gerfaut de Marion Sarraut : le médecin Corvisart
- 1989 : Les Nuits révolutionnaires de Charles Brabant : Jacques (mini-série en sept épisodes)
- 1990 : La Comtesse de Charny de Marion Sarraut : De Crosnes (mini-série en neuf épisodes)
- 1997 : Julie Lescaut : Bernard Marek (saison 4, épisode 2 : Week-end de Marion Sarraut)

#### Feuilletons
- 2013 : Le Jour où tout a basculé : Bernard (épisode Mon mari est accro au jeu et au sexe !)

## Doublage

### Cinéma

#### Films
- Ron Perlman[5] dans (8 films) :
  - Fluke (1995) : Sylvester
  - Prince Vaillant (1997) : Boltar
  - Blade 2 (2002) : Dieter Reinhardt
  - Outlander : Le Dernier Viking (2008) : Gunnar
  - Pacific Rim (2013) : Hannibal Chau
  - Moonwalkers (2015) : Tom Kidman
  - Monster Hunter (2020) : l'amiral
  - The Last Victim (2021) : le shérif Herman Hickey
- Jonathan Frakes[5] dans (4 films) :
  - Star Trek : Générations (1994) : le commandant William T. Riker
  - Star Trek : Premier Contact (1996) : le commandant William T. Riker
  - Star Trek : Insurrection (1998) : le commandant William T. Riker
  - Star Trek : Nemesis (2002) : le commandant William T. Riker
- James Remar[5] dans :
  - Le Grand Tournoi (1996) : Maxie Devine
  - Blade: Trinity (2004) : Ray Cumberland
  - Django Unchained (2012) : Ace Speck
- Clancy Brown[5] dans :
  - Les Évadés (1994) : le capitaine Byron T. Hadley
  - Cowboys et Envahisseurs (2011) : Meacham
- Richard Jenkins[5] dans :
  - L'Indien du placard (1995) : Victor
  - Mary à tout prix (1998) : le psychiatre
- Greg Grunberg dans :
  - Baseketball (1998) : Wilke
  - Star Wars, épisode VII : Le Réveil de la Force (2015) : Snap Wexley
- Brendan Gleeson[5] dans :
  - Mission impossible 2 (2000) : John C. McCloy
  - 28 jours plus tard (2002) : Frank
- Richard Roundtree dans : 
  - Shaft (2000) : John Shaft
  - Shaft (2019) : John Shaft
- Kevin Gage dans :
  - Les Hommes de main (2001) : Brucker
  - Paparazzi : Objectif chasse à l'homme (2004) : Kevin Rosner
- Silas Carson dans :
  - Star Wars, épisode II : L'Attaque des clones (2002) : Nute Gunray
  - Star Wars, épisode III : La Revanche des Sith (2005) : Nute Gunray
- Randal Reeder (af) dans :
  - Deadpool (2016) : Buck
  - Deadpool 2 (2018) : Buck
- 1972[n 1],[5] : Les rebelles viennent de l'enfer : le Marshal (Jim Davis)
- 1990 : Filofax : l'employé de l'agence de location Car Rental (Stanley DeSantis (en))
- 1992 : Alien 3 : Robert Morse (Danny Webb) (scènes supplémentaires)
- 1994 : Freddy sort de la nuit : lui-même / le lieutenant Donal Thompson (John Saxon)
- 1994 : Drop Zone : Pete Nessip (Wesley Snipes[5])
- 1994 : Harcèlement : Tom (Michael Douglas[5])
- 1994 : Ludwig van B. : Anton Felix Schindler (Jeroen Krabbé)
- 1994[n 2] : Pionniers malgré eux : Irving Ferguson (Marvin J. McIntyre)
- 1995 : Fièvre à Columbus University : l'officier Bradley (Bradford English (en))
- 1995 : Basketball Diaries : Reggie (Ernie Hudson[5])
- 1995 : USS Alabama :  « Cob » Walters, le « chef » du bateau (Chief of the boat (en), COB) (George Dzundza)
- 1995 : Forget Paris : Craig (Richard Masur)
- 1995 : Georgia : Bobby (John Doe)
- 1995 : Lancelot, le premier chevalier : le prince Malagant (Ben Cross)
- 1995 : Babe, le cochon devenu berger : le vétérinaire (David Webb)
- 1995 : Money Train : Donald Patterson (Robert Blake)
- 1995 : Casino : Dominick Santoro (Philip Suriano)
- 1995 : Mort subite : Jefferson (Bernard Caneperi)
- 1996 : Happy Gilmore : Chubbs Peterson, le coach de Happy (Carl Weathers)
- 1996 : Mars Attacks! : lui-même (Tom Jones)
- 1996 : Les Fantômes du passé : Lloyd « Benny » Bennett (Ben Bennett)
- 1996 : Michael : Huey Driscoll (Robert Pastorelli)
- 1997 : Menteur, menteur : Kenneth Falk (Christopher Mayer (en)), Fred, un avocat (Anthony Lee) et le porteur bagagiste à l'aéroport (Charles Walker (nl))
- 1997 : Le Saint : l'inspecteur Teal (Alun Armstrong)
- 1997 : Kull le Conquérant : Juba (Harvey Fierstein)
- 1997 : Mortal Kombat : Destruction finale : Shinnok (Reiner Schöne)
- 1997 : Postman : Idaho (James Russo)
- 1998 : Un cri dans l'océan : Hanover (Wes Studi)
- 1998 : US Marshals : Stark, ex-sergent de Mark Sheridan (Lorenzo Clemons (en)) et l'employé du magasin pharmaceutique (Ammar Daraiseh)
- 1998 : Primary Colors : Richard Jemmons[n 3] (Billy Bob Thornton)
- 1998 : Mary à tout prix : lui-même (Brett Favre) et le frère du patron (Danny Murphy)
- 1998 : Négociateur : le sergent Cale Wangro (Robert David Hall)
- 1998 : Baseketball : Tim McCarver (Tim McCarver (en))
- 1998 : Soldier : Church (Gary Busey[5])
- 1998 : Susan a un plan : Bob (Dan Aykroyd[5])
- 1998 : Babe 2, le cochon dans la ville : Nigel, le chien (Eddie Barth) (voix)
- 1998 : Docteur Patch : Mitch Roman (Philip Seymour Hoffman[5])
- 1999 : Galaxy Quest : le général Roth'h'ar Sarris (Robin Sachs)
- 1999 : Une vie à deux : Stan (Rob Reiner)
- 1999 : En direct sur Ed TV : Tad (James Ritz)
- 1999 : Star Wars, épisode I : La Menace fantôme : Rune Haako (Jerome Blake)
- 1999 : Passé virtuel : le chauffeur de taxi (Howard S. Miller)
- 1999 : Les Rois du désert : le chef des déserteurs (Fadil Al-Badri)
- 2000 : Un homme à femmes : Lance DeLune (Will Ferrell[5])
- 2000 : The Patriot : le soldat continental blessé (Mark Jeffrey Miller)
- 2000 : Little Nicky : Peeper (Jon Lovitz[5])
- 2000 : Les Aventures de Rocky et Bullwinkle : le policier d'Oklahoma (John Goodman[5])
- 2000 : En pleine tempête : Dale « Murph » Murphy (John C. Reilly[5])
- 2000 : Eh mec ! Elle est où ma caisse ? : Gene (John Melendez)
- 2000 : Un été sur Terre : le pasteur (Garth Schumacher)
- 2001 : Fast and Furious : Leon (Johnny Strong)
- 2001 : Docteur Dolittle 2 : le fermier laitier (Tommy Bush (en)) et la voix de Loup blanc (Arnold Schwarzenegger)
- 2001 : From Hell : le sergent Peter Godley (Robbie Coltrane)
- 2001 : Le Dernier Château : le sergent McLaren (Maurice Bullard)
- 2001 : Écarts de conduite : oncle Lou (Vincent Pastore)
- 2002 : Showtime : le capitaine Winship (Frankie Faison)
- 2002 : Spider-Man : Bonesaw McGraw (Randy Savage)
- 2002 : Un nouveau Russe : Moussa (Aleksandr Samoïlenko)
- 2002 : Appel au meurtre : Victor Wallace (Oliver Platt)
- 2002 : xXx : James Tannick (Ted Maynard)
- 2002 : Le Seigneur des anneaux : Les Deux Tours : Madril (John Bach)
- 2003 : Daredevil : l'avocat de Quesada (John Rothman) et Jack Kirby (Kevin Smith) (caméo)
- 2003 : X-Men 2 : Mitchell Laurio (Ty Olsson)
- 2003 : Northfork (en) : Rudolph (Rick Overton)
- 2003 : Le Purificateur : Thomas Garrett (Mark Addy)
- 2004 : Spartan : le manager du night club (J. J. Johnston (en))
- 2004 : The Punisher : le chef Morris (Marco St. John)
- 2004 : Le Jour d'après : Jeff Baffin (Jack Laufer)
- 2004 : Pyjama Party : Jay (Jeff Garlin)
- 2004 : Fenêtre secrète : voix additionnelles ([Qui ?])
- 2005 : Elektra : Nikolas Natchios (Kurt Max Runte (en)) et le présentateur météo (Marke Driesschen)
- 2005 : Be Cool : le russe poilu (Brian Christensen)
- 2005 : Les Quatre Fantastiques : Ernie (David Parker)
- 2005 : The Devil's Rejects : Jimmy (Brian Posehn)
- 2005 : The Shark : Terence Fink (David Wheeler)
- 2005 : Le Nouveau Monde (film, 2005) : Lewes (Brían F. O'Byrne)
- 2006 : Ma super ex : le professeur Bedlam (Eddie Izzard)
- 2006 : Alex Rider : Stormbreaker : Smithers (Stephen Fry)
- 2006 : Des serpents dans l'avion : Rick (David Koechner)
- 2006 : Rocky Balboa : L. C. Luco (A. J. Benza (en))
- 2007 : Die Hard 4 : Retour en enfer : le sorcier (Kevin Smith)
- 2007 : Quand Chuck rencontre Larry : Fred G. Duncan (Ving Rhames[5])
- 2007 : L'Orphelinat : le professeur Leo Bálaban (Édgar Vivar)
- 2007 : Into the Wild : le policier ferroviaire (R. D. Call) et voix additionnelles
- 2007 : Resident Evil: Extinction : Albert Wesker (Jason O'Mara)
- 2008 : Angles d'attaque : Howard Lewis (Forest Whitaker[5])
- 2009 : X-Men Origins: Wolverine : Thomas Logan (Aaron Jeffery (en))
- 2009 : Twilight, chapitre II : Tentation : Harry Clearwater (Graham Greene)
- 2010 : Expendables : Unité spéciale : Dan Paine (Stone Cold Steve Austin)
- 2010 : Kick-Ass : l'inspecteur Vic Gigante (Xander Berkeley)
- 2010 : La Tempête : Stephano (Alfred Molina)
- 2010 : Don't Be Afraid of the Dark : Harris (Jack Thompson)
- 2010 : Unstoppable : Gene Devereaux (Richard Pelzman) et voix additionnelles
- 2011 : Au pays du sang et du miel : Aleksandar (Branko Đurić)
- 2011 : Le Sang des Templiers : Joseph Wulfstan (Rhys Parry Jones (en))
- 2011 : Green Lantern : Abin Sur (Temuera Morrison)
- 2012 : Django Unchained : Big John Brittle (M. C. Gainey)
- 2012 : The Samaritan : Miro (Alan C. Peterson)
- 2012 : Le Roi Scorpion 3 : L'Œil des dieux : Zulu Kondo, l'esprit du lion (Kimbo Slice) et le narrateur (J. D. Hall)
- 2012 : The Baytown Outlaws : Bill Hawkins (John McConnell)
- 2013 : Sublimes Créatures : M. Lee (Pruitt Taylor Vince)
- 2013 : La Vie rêvée de Walter Mitty : le pilote (Ólafur Darri Ólafsson)
- 2013 : Insidious : Chapitre 2 : Tucker (Angus Sampson)
- 2014 : Fury : le sergent Davis (Brad William Henke[9])
- 2014 : Pyramide : Provost (Philip Shelley)
- 2015 : Ant-Man : voix additionnelles
- 2016 : X-Men: Apocalypse : voix additionnelles
- 2016 : Bad Moms : le coach Craig (J. J. Watt)
- 2016 : The Belko Experiment : Vince Agostino (Brent Sexton)
- 2017 : Traque à Boston : le sergent MacLellan (Steve Moylan)
- 2017 : Power Rangers : le professeur responsable des colles (John Stewart)
- 2017 : Fullmetal Alchemist : Cornello (Kenjirō Ishimaru (en))
- 2017 : L'Attaque des donuts tueurs : Brian Kester (Burt Rutherford)
- 2017[n 4] : The Current War : Les Pionniers de l'électricité : Franklin Leonard Pope (Stanley Townsend (en))
- 2019 : La Morsure du crotale : Docteur Hayes (Sean Dillingham)
- 2019 : La Légende du dragon : le quartier-maître du navire ( ? )
- 2021 : Bingo Hell (en) : Clarence (Grover Coulson)
- 2021 : Macbeth : le portier (Stephen Root)
- 2022 : Tic et Tac, les rangers du risque : Bob, le nain viking (Seth Rogen)
- 2022 : Fullmetal Alchemist : La Vengeance de Scar : voix additionnelles

#### Films d'animation
- 1994 : Astérix et les Indiens : le chef des indiens et un légionnaire romain
- 1996 : Beavis et Butt-Head se font l'Amérique : voix additionnelles
- 1998 : Les Merveilleuses Aventures de Crysta : Stump, le capitaine
- 1998 : Fourmiz : l'entraîneur de pioche, voix additionnelles
- 1999 : South Park, le film : le général
- 1999 : Jin-Roh, la brigade des loups : Shiro Tatsumi
- 1999[n 5] : Mes voisins les Yamada : le vendeur de fleurs et l'épicier
- 2000 : Gloups ! je suis un poisson : Bill, le père de Fly et de Stella
- 2000 : Les Razmoket à Paris, le film : le chanteur sumo
- 2001 : Joseph, le roi des rêves : voix additionnelles
- 2002 : Les 101 Dalmatiens 2 : Dirty Dawson
- 2002 : Spirit, l'étalon des plaines : l'employé du chemin de fer
- 2005 : Le Vilain Petit Canard et moi : voix additionnelles
- 2008 : Barbie : Mariposa : un Skeezite
- 2009 : Numéro 9 : Numéro 8
- 2015 : Hôtel Transylvanie 2 : le garde chauve-souris de Vlad
- 2015 : Miss Hokusai : Tetsuzo / Katsuchiko Hokuzai
- 2018 : Seven Deadly Sins, le film : Prisoners of the Sky : Derocchio
- 2021 : D'Artagnan et les Trois Mousquetaires : Tréville
- 2022 : Le Monstre des mers : le roi[n 6]
- 2022 : Tom et Jerry au Far West : Bumpy

### Télévision

#### Téléfilms
- Peter Coyote dans :
  - Buffalo Girls (1995) : Buffalo Bill Cody
  - Le Prix de l'indiscrétion (1998) : inspecteur Roos
- 1994 : L'ennemi est parmi nous : le colonel MacKenzie « Mac » Casey (Forest Whitaker)
- 1996 : Gotti : Angelo Ruggiero (Vincent Pastore)
- 2000 : Un vrai coup de foudre : Georg (Axel Milberg)
- 2001 : Le Royaume des voleurs : Robin des Bois (Stuart Wilson)
- 2003 : L'Été des loups : Ingvald (Ingar Helge Gimle)
- 2004 : Échec à la reine d'Hollywood : Ivan Nagy (Robert Davi)
- 2011 : La Nouvelle Ère de glace : Roy Larkings (David Light)
- 2012 : Les Deux Visages d'Amanda : Guiliano Mignini (Vincent Riotta (en))
- 2014 : Le Choix de ma vie : Elder Miller (Ron Ely)
- 2015 : Entre ici et le paradis : Mick Flanagan (Gerry O'Brien)
- 2015 : Je ne suis pas prête pour Noël : le Père Noël (Dan Lauria)

#### Séries télévisées
- Dan Lauria dans (4 séries) :
  - JAG (2003) : Allen Blaisdell (4 épisodes)
  - Perception (2012-2015) : Joe Moretti (5 épisodes)
  - Person of Interest (2013) : Stanley Amis (saison 2, épisode 17)
  - Pitch (2018) : Al Luongo (10 épisodes)
- Jonathan Goldstein (en) dans (4 séries) :
  - Drake et Josh (2004-2007) : Walter Nichols (57 épisodes)
  - Grey's Anatomy (2010) : Ken May (saison 6, épisode 22)
  - Esprits criminels (2010) : le lieutenant John Fordham (saison 5, épisode 22)
  - Lucifer (2018) : Jonathan Burke (saison 3, épisode 25)
- Ruben Santiago-Hudson dans (4 séries) :
  - Castle (2009-2011 / 2014) : le capitaine Roy Montgomery (59 épisodes)
  - Person of Interest (2011) : Sam Latimer (saison 1, épisode 3)
  - Billions (2016-2019) : Raul Gomez (8 épisodes)
  - Designated Survivor (2017) : le général Contreras (saison 1, épisode 14)
- Robert Davi dans :
  - Profiler (1996-2000) : l'agent Bailey Malone (82 épisodes)
  - Le Caméléon (1999-2000) : l'agent Bailey Malone (saison 3, épisode 19 et saison 4, épisode 10)
  - Stargate Atlantis (2004-2008) : le commandant Acastus Kolya (6 épisodes)
- Mark Boone Junior dans :
  - Sons of Anarchy (2008-2014) : Robert « Bobby Elvis » Munson, secrétaire (92 épisodes)
  - The Last Man on Earth (2016) : Pat Brown (4 épisodes)
  - Elementary (2017) : l'expert en guitares (saison 5, épisode 17)
- Brent Sexton dans :
  - The Shield (2004) : Paul Fets (saison 3, épisode 3)
  - Surface (2005) : Bud (3 épisodes)
- Fred Melamed dans :
  - The Good Wife (2011-2014) : le juge Alan Karpman (3 épisodes)
  - Lady Dynamite : Bruce Ben-Bacharach (2016-2017) (20 épisodes)
- Richard Masur dans :
  - The Good Wife (2015-2016) : Geoffrey Solomon (3 épisodes)
  - The Good Fight (2018) : Geoffrey Solomon (saison 2, épisode 4)
- 1994-1995 : Babylon 5 : le général William Hague (Robert Foxworth) (2 épisodes)
- 1997-1999 : Star Trek: Deep Space Nine : Damar (Casey Biggs) (2e voix, 20 épisodes)
- 1998 : ADN, menace immédiate : Ray Peterson (Frankie Faison) (14 épisodes)
- 2000 : Angel : Vyasa (Tony Todd) (saison 2, épisode 8)
- 2001-2007 : Reba : Brock Enroll Hart (Christopher Rich) (122 épisodes)
- 2001 : Division d'élite : Joe Wilson (Shashawnee Hall) (saison 1, épisode 13)
- 2002 : Los Angeles : Division homicide : Berman (David Dayan Fisher) et le technicien pour la communication (Russell Towne) (saison 1, épisode 1)
- 2003 : New York, unité spéciale : Bruce Horton (Neville Archambault) (saison 5, épisode 3)
- 2004-2007 : Les Soprano : Angelo Garepe (Joe Santos) (7 épisodes) et George Pagilieri (Peter Mele) (saison 6, épisode 21)
- 2006 : Killer Instinct : le lieutenant Matt Cavanaugh (Chi McBride) (13 épisodes)
- 2006 : Eureka : le shérif William Cobb (Maury Chaykin) (saison 1, épisode 1)
- 2011 : Psych : Enquêteur malgré lui : Houston Ray (Garry Chalk) (saison 6, épisode 9)
- 2011-2017 : Game of Thrones : Khal Drogo[n 7] (saison 1, épisode 6) (Jason Momoa), Rodrik Cassel (Ron Donachie) (13 épisodes), Robett Glover (Tim McInnerny) (5 épisodes)
- 2012 : New Girl : Joe Napoli (Phil Hendrie) (3 épisodes)
- 2013-2017 : Vikings : le roi Ælle de Northumbrie (Ivan Kaye) (12 épisodes)
- 2013 : Warehouse 13 : Caspian Barnabas (Jefferson Mappin) (saison 4, épisode 13)
- 2014-2018 : Z Nation : Sketchy McClane (Mark Carr) (6 épisodes), Yuri, le cosmonaute (Conner Marx) (saison 1, épisode 8), Henry (Patrick Treadway) (saison 1, épisode 12) et Dr Kurian (Donald Corren (en)) (saison 1, épisode 13 et 5 épisodes, saison 2), Vigilante (Tyler Roy Roberts) (saison 5, épisode 3), Danny (Michael Draper) (saison 5, épisode 4)
- 2015 : Unbreakable Kimmy Schmidt : Virgil (Gil Birmingham[10]) (2 épisodes)
- 2015-2017 : Sneaky Pete : Dennis (Mike Houston) (7 épisodes)
- 2017 : Hap and Leonard : Illium Moon (Wayne Dehart) (4 épisodes)
- 2018 : Titans : Clifford Steele / Robotman[n 8] (Brendan Fraser) (voix - saison 1, épisode 4)
- 2018 : Dr Harrow : Lewison (Dorian Nkono)
- 2020 : Hunters : Rabbin Steckler (Josh Mostel)
- 2020 : Star Trek: Picard : William T. Riker (Jonathan Frakes) (1re voix - saison 1, épisodes 7 et 10)
- 2022 : Bang Bang Baby : ? ( ? )

#### Séries d'animation
- 1994 : Batman, la série animée : Lyle Bolton / Double Tour et Enrique El Gancho
- 1994-1995 : Aladdin : Malcho le dragon et le capitaine Merc (2e voix)
- 1995[n 9] : Slayers : Zolf
- 1995[n 10] : 3×3 Eyes : voix additionnelles (OAV)
- 1996 : Flash Gordon : Talon
- 1996[n 11] : L'Incroyable Hulk : voix additionnelles (épisodes 2 et 3), Machine de Guerre / James Rhodes (épisode 4)
- 1998 : Hercule : Héphaïstos
- 1998 : Invasion America : le général Konrad et le président des États-Unis
- 1998 : Papyrus : Menenetet
- 1998-2000 : Toonsylvania[11] : Phil
- 1999 : Cybersix : voix additionnelles
- 1999-2001 : Batman, la relève : Stan le détraqué
- 2000[n 12] : JoJo's Bizarre Adventure : Hol Horse (OAV)
- 2001 : Totally Spies! : tous les robots (saison 1, épisode 10), CHAD (saison 1, épisode 12)
- 2001-2002 : Mahoromatic : le conseiller municipal
- 2001-2003 : Croque Canards : Aldo l'alligator
- 2001-2008 : Billy et Mandy, aventuriers de l'au-delà : le Faucheur
- 2002 : Abenobashi Magical Shopping Street : Tarō
- 2003 : Mon Ami Marsupilami : M. Global (épisode 16)
- 2003-2004 : Fullmetal Alchemist : le Père Cornello et Sieg Curtis
- 2003-2004 : Saiyuki Reload : Jiroshin et le narrateur
- 2003-2006 : Martin Mystère : Java
- 2003-2006 : Boo! : Tigre qui grogne
- 2003-2006 : Teen Titans : Les Jeunes Titans : Tonnerre et Connector
- 2004 : Samourai Champloo : Oniwakamaru (épisode 2)
- 2004 : Space Symphony Maetel : Burnbarrel (OAV)
- 2004 : Monster : M. Heinemann (épisodes 1 et 2)
- 2005-2008 : Avatar, le dernier maître de l'air : Tyro, Sozin[n 13] (saison 3, épisode 6), Demi-Portion, Chit Sang (saison 3, épisodes 14 et 15), la tortue-lion géante et Ozai (seulement saison 1, épisode 12)
- 2006-2007 : Tokyo Tribe 2 : voix additionnelles
- 2006-2009 : Yin Yang Yo! : Maître Yo
- 2007 : Afro Samurai : voix additionnelles
- 2007-2008 : Skunk Fu! : Panda et Babouin
- 2007-2008 : Transformers: Animated : Ratchet, Starscream, Grimlock, Swindle, Porter C. Powell, Sunstorm, Thundercracker, Ramjet, Skywarp, Rodimus Prime, Dirt Boss, Ironhide (saison 3), Yoketron, Cliffjumper et Wasp/Waspinator (saison 3)
- 2008 : Chop Socky Chooks : Bouba
- 2008-2009 : Star Wars: The Clone Wars : Nute Gunray
- Les Bons Conseils de Célestin : Dezingueur le tueur de l'espace
- 2008-2009 : Spectacular Spider-Man : Alex O'Hirn / Rhino[n 14]
- 2008-2015 : Mes parrains sont magiques : Dark Laser (2e voix - saisons 6 à 9)
- 2009 : Fullmetal Alchemist: Brotherhood : Sig Curtis, le père Cornello, Buccaneer, Barry le boucher (ou Numéro 66), Fu et Heinkel
- 2009 : Shangri-La : Takehiko
- 2009-2012 : One Piece : Jinbe (1re voix, épisodes 430 à 573 + épisode spécial 3D2Y), Sphinx et Magra
- 2010[n 15] : Digimon Fusion : Dorulumon, MadLeomon, Roi Whamon, Scorpiomon, Musyamon, Olegmon et Huanglongmon
- 2010-2012 : Super Hero Squad : Dormammu
- 2012 : Scooby-Doo : Mystères associés : le juge Hebediah Grim (épisode 35)
- 2013 : Dofus : Aux trésors de Kerubim : le capitaine Shushu (épisode 37)
- 2013-2014 : Lego Star Wars : Les Chroniques de Yoda : le Comte Dooku
- 2014-2016 : Breadwinners : Oonski, la taupe de la mine, le capitaine Becscorbrut
- 2016-2018 : Chasseurs de trolls : Les Contes d'Arcadia : Gunmar[n 14] (12 épisodes)
- 2016-2018 : Skylanders Academy : Kaboom
- 2018 : Oscar et Malika, toujours en retard : Cosmo
- 2020 : Mages et Sorciers : Les Contes d'Arcadia : Gunmar[n 14]
- 2020 : Hilda : Torgund (saison 2, épisode 4)
- 2020 : Blood of Zeus : Chiron
- 2021 : Musclor et les Maîtres de l'univers : le roi Randor
- 2022 : Spy × Family : le père de Bill Watkins (épisode 10)

### Jeux vidéo
- 1996 : Phantasmagoria II : Obsessions fatales : l'Hécatombe
- 1996 : Toonstruck : Narine
- 1998 : Diablo : le roi Leoric
- 1999 : Kingpin: Life of Crime : Lenny, voix diverses
- 2001 : Jak and Daxter: The Precursor Legacy : Oracle, Sage Rouge
- 2001 : Technomage : En quête de l’éternité : maître Librarius, maître Rissen, Rumrik, Lars, une sentinelle steamer
- 2002 : Age of Mythology : Gargarensis et Ulysse
- 2002 : Harry Potter et la Chambre des secrets : Hagrid
- 2003 : Ratchet and Clank 2 : Motard 2 et le chef des Thugs-4-Less
- 2003 : Astérix et Obélix XXL : Abraracourcix et le vendeur ambulant
- 2003 : Jak II : Hors-la-loi : le baron Praxis[n 14],[5]
- 2003 : Batman: Rise of Sin Tzu : Gueule d'argile[n 13],[5]
- 2003 : Crash Nitro Kart : Aku Aku, Uka Uka
- 2004 : Tom Clancy's Splinter Cell: Pandora Tomorrow : voix additionnelles
- 2004 : Sly 2 : Association de voleurs : le roi Maître Rajan
- 2004 : Fable : les gardes, le chef de Knothole Glade
- 2004 : Crash TwinSanity : Aku Aku, Uka Uka
- 2004 : Jak 3 : le baron Praxis (visionneuse Jak II)
- 2004 : Myst IV: Revelation : Achenar
- 2004 : Galleon : Areliano, Darvil, la statue, voix additionnelles
- 2005 : Saint Seiya : Le Sanctuaire : Aldébaran, Camus, Dohko et Cassios
- 2005 : Buzz! : le questionneur
- 2005 : Age of Empires III : Lao Chen
- 2006 : The Elder Scrolls IV: Oblivion : Rougegardes
- 2006 : Psychonauts : Paysan 2, Petitpas, Insurgé 2, Tigre et le policier O'Dipneuste
- 2006 : Warhammer 40,000: Dawn of War - Dark Crusade : voix diverses de la Garde Impériale
- 2006 : Just Cause : Tom Sheldon
- 2006 : Gothic 3 : Innos
- 2006 : Tom Clancy's Splinter Cell: Double Agent : voix additionnelles
- 2006 : Héros de la Ligue des justiciers : John Stewart / Green Lantern
- 2006 : Anno 1701 : le Prince Igor Yegorov
- 2007 : Ratchet and Clank : La taille, ça compte : Technomites, Robot-soldat, Luna (2e voix)
- 2007 : Ratchet and Clank : Opération Destruction : le capitaine Romulus Slag / le contrebandier
- 2007 : Crash of the Titans : Aku Aku
- 2007 : Assassin's Creed : Guillaume de Montferrat
- 2007 : Stuntman: Ignition : voix additionnelles
- 2007 : Heroes of Might and Magic V: Tribes of the East : voix diverses
- 2007 : Crysis : Aztec
- 2007 : The Witcher : Azar Javed et le Roi de la Chasse Sauvage
- 2008 : Ratchet and Clank: Quest for Booty : le capitaine Romulus Slag / le contrebandier
- 2008 : Left 4 Dead : Francis
- 2008 : Crash : Génération Mutant : Aku Aku
- 2008 : Command and Conquer : Alerte rouge 3 : le colonel Anatoliy Cherdenko
- 2008 : Fallout 3 : Fawkes, M. Burke et des super mutants
- 2008 : Star Wars: The Clone Wars - Duels au sabre laser : Plo Koon et Nute Gunray
- 2008 : Star Wars: The Clone Wars - L'Alliance Jedi : Plo Koon
- 2009 : Ratchet and Clank: A Crack in Time : le capitaine Romulus Slag
- 2009 : Jak and Daxter : The Lost Frontier : Barter, Oracles Précurseur
- 2009 : Assassin's Creed II : Certains personnages de quêtes secondaires et voix de certains gardes
- 2009 : Harry Potter et le Prince de sang-mêlé : Hagrid
- 2009 : STALKER: Call of Pripyat : une des voix des bandits
- 2009 : Borderlands : Marcus, le conducteur de bus
- 2009 : Call of Duty: Modern Warfare - Mobilized : commandant de mission
- 2009 : The Lapins Crétins : La Grosse Aventure : l'une des voix des humains
- 2009 : League of Legends : Gragas
- 2009 : Transformers : La Revanche : The Fallen
- 2010 : Dante's Inferno : divers personnages
- 2010 : God of War III : Hadès[n 14],[5]
- 2010 : Transformers : La Guerre pour Cybertron : Zeta Prime / Trypticon
- 2010 : Just Cause 2 : Tom Sheldon
- 2010 : StarCraft 2: Wings of Liberty : l’exécuteur et le général Duke
- 2010 : Fallout: New Vegas : Cliff Briscoe, le propriétaire de la boutique de souvenirs Dino Bite à Novac
- 2010 : Spider-Man : Dimensions : l'Homme-Sable
- 2010 : Assassin's Creed Brotherhood : voix additionnelles
- 2011 : Little Big Planet 2 : Avalon
- 2011 : Infamous 2 : des soldats de la milice
- 2011 : Les Aventures de Tintin : Le Secret de La Licorne : le capitaine Haddock
- 2011 : The Witcher 2: Assassins of Kings : le roi Henselt
- 2011 : Green Lantern : La Révolte des Manhunters : Kilowog
- 2011 : The Elder Scrolls V: Skyrim : Orc et voix additionnelles
- 2012 : Guild Wars 2 : Rytlock Brimstone, Ogden Guéripierre, Maître des quais Jonnick et Fantôme du Capitaine Grumby
- 2012 : Borderlands 2 : Marcus Kincaid et Lance Scapelli
- 2012 : Tom Clancy's Ghost Recon: Future Soldier : le sergent Osadze
- 2012 : The Elder Scrolls V: Dragonborn : Glover Mallory (extension de Skyrim)
- 2013 : Diablo III : Tyraël
- 2013 : Puppeteer : le roi Ours de la Lune
- 2014 : Borderlands: The Pre-Sequel : Marcus Kincaid
- 2014 : Lego Batman 3 : Au-delà de Gotham : Killer Croc,Atrocitus
- 2014 : Heroes of the Storm : Tyraël
- 2014 : The Elder Scrolls Online : l'Aspect de Malacath ((DLC Orsinium))
- 2014 : Thief : voix additionnelles
- 2015 : Assassin's Creed Syndicate : Karl Marx
- 2015 : Call of Duty: Black Ops III : Campbell[n 13]
- 2015 : Just Cause 3 : voix additionnelles
- 2015 : Mortal Kombat X : Kotal Khan
- 2015 : Batman: Arkham Knight : voix additionnelles
- 2016 : Skylanders Imaginators : Chain Reaction, Aku-Aku
- 2016 : Ratchet and Clank : Mr Zurkon
- 2016 : Skylanders: Imaginators : Gill Grunt
- 2016 : Doom : voix additionnelles
- 2016 : XCOM 2 : voix additionnelles
- 2017 : The Legend of Zelda: Breath of the Wild : Arbre Mojo
- 2017 : Horizon Zero Dawn : Karst
- 2017 : Mass Effect: Andromeda : le narrateur, Alec Ryder[n 14] et le premier sage Esmus
- 2017 : Crash Bandicoot: N. Sane Trilogy : Aku Aku, Uka Uka
- 2017 : L'Aventure Layton : Katrielle et la Conspiration des millionnaires : l'inspecteur Musot, l'ambassadeur Depointe, Lord Adamas
- 2017 : Starcraft: Remastered : le général Duke
- 2017 : Assassin's Creed Origins  : voix additionnelles
- 2017 : Lego Marvel Super Heroes 2 : Groot
- 2017 : Star Wars Battlefront II : un officier de l'Empire
- 2018 : Monster Hunter: World : l'Amiral
- 2018 : Spyro Reignited Trilogy : Delbin et voix additionnelles
- 2018 : Lego DC Super-Villains : Aquaman (DLC Aquaman)
- 2019 : Sekiro: Shadows Die Twice : la Chouette
- 2019 : Mortal Kombat 11 : Kotal Khan
- 2019 : Crash Team Racing: Nitro-Fueled : Aku Aku et Uka Uka
- 2019 : Borderlands 3 : Marcus Kincaid
- 2019 : Blacksad: Under the Skin : Frank Cassidy, Wilson et Jerry Highfill
- 2019 : Destiny 2 : Saint XIV
- 2020 : Crash Bandicoot 4: It's About Time : Aku Aku
- 2020 : Star Wars: Squadrons : Ardo
- 2020 : Assassin's Creed Valhalla : voix additionnelles
- 2020 : Hyrule Warriors : L'Ère du Fléau : Arbre Mojo
- 2020 : Age of Empires III: Definitive Edition : Billy Holmes et Lao Chen
- 2021 : Ratchet and Clank: Rift Apart : Zurkie
- 2021 : Les Gardiens de la Galaxie : voix additionnelles
- 2022 : Lost Ark : Luterra
- 2022 : Astérix et Obélix XXXL : Le Bélier d'Hibernie : ?
- 2023 : The Legend of Zelda: Tears of the Kingdom : Arbre Mojo

## Voix off

### Télé-réalité
- 2011-2016 : Restaurant : Impossible (en) : le narrateur et le chef Robert Irvine (en) (voice-over)

### Documentaires
- 2004 à 2018 : La Minute de vérité (National Geographic Chanel, Direct 8, RMC Découverte et Numéro 23)
- 2012 : Le Monde selon Christophe Colomb de Paolo Santoni : le narrateur et voice-over (Arte)
- ???? : Soirée Yougoslavie : le narrateur et voice-over (Canal+)
- ???? : Le Titanic : le narrateur et voice-over (Planète+)
- 2016 : Le Mystère Jérôme Bosch de José Luis López-Linares (Arte)
- ???? : Classé sauvage (Nat Geo Wild)